# Soča (Bovec)
Soča (Duits: Sotscha) is een plaats in Slovenië en maakt deel uit van de gemeente Bovec in de NUTS-3-regio Goriška. De plaats telde 137 inwoners op 1 januari 2020.
Soča ligt aan de lokale weg 206 van tussen Trenta en Bovec. Dicht bij de rivier de Soča en langs het Sočapad. In de omgeving ligt Lepena.